# Čistá hora
Čistá hora  je přírodní památka v Šumavském podhůří, zhruba 1 km zsz. od vesnice Horosedly, místní části obce Čkyně v okrese Prachatice. Chráněné území zaujímá severovýchodní vedlejší vrchol (747 m) eponymní Čistě hory (773 m). Oblast spravuje Správa NP a CHKO Šumava.
Důvodem vyhlášení přírodní památky je ochrana mezofilní ovsíkové louky s výskytem významných a chráněných druhů rostlin, ochrana druhů a stanovišť evropsky významné lokality. Na lokalitě roste kriticky ohrožený hořeček český (Gentianella praecox subsp. bohemica).